# Worth
Worth er en kommune i det nordlige Tyskland, beliggende i Amt Hohe Elbgeest under Kreis Herzogtum Lauenburg. Kreis Herzogtum Lauenburg ligger i delstaten Slesvig-Holsten.

## Geografi
Worth ligger ca. 26 km sydvest for Hamborg mellem byerne Schwarzenbek mod nordøst og Geesthacht mod syd ved Elben.